# Manufacturing Operations Management
Manufacturing Operations Management (MOM) — управление производственным процессом (операциями) — методология, позволяющая повысить автоматизацию и прозрачность производственных процессов на предприятии, а также обеспечить тесное взаимодействие между инженерными службами предприятия и его производственными подразделениями. В соответствии с международным стандартом для разработки интерфейса между предприятиями и управляющими системами ISA-95, а также, с национальным стандартом Российской Федерации «Интеграция систем управления предприятием» — ГОСТ Р МЭК 62264-1-2010, MOM включает все виды деятельности на Уровне 3 на промышленном предприятии, которые связаны рабочим потоком при производстве требуемой продукции, включая работы по ведению учета/координации процессов, и охватывают временные интервалы длительностью в несколько дней, смен, часов, минут, секунд.

## Общие виды деятельности MOM
На уровне MOM обычно выполняются следующие операции:
- формирование отчетов о выпуске продукции производственным участком, включая определение переменных производственных затрат;
- сбор и накопление данных о ходе производства на участке, о состоянии запасов, о трудозатратах, расходе сырья, использовании запчастей и энергии;
- сбор и анализ в пакетном режиме данных, требуемых для функций проектирования; это может быть, например, статистический анализ качества или другие похожие контрольные функции;
- функции, связанные с персоналом: сбор статистики выполнения рабочих операций (например, по временным затратам и составу задач), планирование отпусков, планирование подготовки кадров, согласование тарифных ставок с профсоюзом, внутреннее обучение персонала и оценка его квалификации;
- формирование оперативного производственного графика для данного уровня с охватом функций технического обслуживания, транспортных операций и обеспечение других производственных нужд;
- локальная оптимизация затрат производственного участка при выполнении календарного плана, подготовленного на уровне 4;
- изменение производственных графиков в целях компенсации простоев объекта, которые могут возникать на тех или иных участках производства.

В качестве функциональных возможностей, предоставляемых на уровне MOM может выступать:
- Управление технологическим процессом, включая интеграцию с Уровнем 1 и 2;
- Разработка и управление рецептурами продукта;
- Управление работой лаборатории (LIMS);
- Управление качеством на линии, у линии и вне линии (on-line, at line, off-line);
- Контроль соблюдения регулирующих нормативов и правил;
- Дополненная технологическая подготовка, включая дополнение и адаптацию технологических данных, полученных на Уровне 4;
- Мониторинг работы производственных линий;
- Интеллектуальная производственная аналитика, позволяющая получать интерактивные отчеты любой степени детализации (от корпорации до конкретного рабочего места);
- Двухсторонняя связь с системами смежных уровней, таких как PDM, ERP, WMS 4-го уровня и SCADA, CNC, DNC, PLC 2-го уровня;
- Человеко-машинный интерфейс (HMI).

## Разработчики программных решений MOM
- Siemens PLM Software — разработчик программных решений для управления жизненным циклом изделий, а также портфеля программных решений для управления производственными процессами (MOM)[5][6]
- PINpoint Information Systems[7] — разработчик программного обеспечения Manufacturing Operations Management (MOM) / Manufacturing Execution System (MES)
- LYNQ[8] — разработчик онлайн-инструментов планирования, диспетчеризации, исполнения, сбора данных, отслеживания и анализа для малых и средних производителей
- Inductive Automation[9]
- SAP AG[10]
- Innovar Systems Smart Manufacturing[11]
- Apache OFBiz Manufacturing[12]
- Atachi NGIMES[13]
- Dassault Systemes Apriso[14]
- Lighthouse Systems[15]
- LeaderMES[16]
- General Electric Intelligent Platforms[17]
- Wonderware Manufacturing Operations Management[18]
- Queris MES[19]
- Rockwell Automation Suite[20]
- Simio Simulation and Scheduling Software[21] — разработчик решения для планирования на основе моделирования для получения наиболее оптимального графика.
- Aptean — Factory MES[22]
- Odoo Warehouse[23]
- Talika PMS[24]
- CyberPlan[25]
- AIMMS[26]
- EMANS/ANASOFT[27]
- OSIsoft/PI System[28]
- Plex Systems[29] — облачное ERP решение для производства с функционалом MES/MOM
- Procurify[30] — облачное решение для производства, предназначенное для малых и средних предприятий
- iBASEt Solumina[31]
- Manufacturing Intelligence[32] — разработчик MOM-решения для обрабатывающей, горнодобывающей, нефтегазовой промышленности и сельского хозяйства.